# Ectypodus
L'ectipodo (gen. Ectypodus) è un mammifero estinto, appartenente ai multitubercolati. Visse tra il Paleocene superiore e l'Eocene superiore (circa 61 - 37 milioni di anni fa) e i suoi resti fossili sono stati ritrovati in Nordamerica ed Europa.

## Descrizione
Questo animale era di dimensioni molto ridotte, comprese tra quelle di un topo domestico (Mus musculus) e quelle di un ghiro (Glis glis). L'aspetto doveva richiamare quello di uno scoiattolo o di un ghiro, come quello del meglio conosciuto Ptilodus. Come molti multitubercolati, Ectypodus era caratterizzato dal particolarissimo sviluppo del quarto premolare inferiore, molto alto e stretto, dalla corona di forma pressoché tondeggiante e percorsa da numerose creste allungate e ricurve (solitamente in numero di dieci). L'incisivo era sporgente in avanti e più robusto che nell'affine Neoplagiaulax; rispetto a quest'ultimo, inoltre, il quarto premolare era meno elevato e la mandibola possedeva un margine inferiore più dritto.

## Classificazione
Ectypodus è un rappresentante della famiglia Neoplagiaulacidae, comprendente forme arboricole di piccole dimensioni tipiche del Cenozoico inferiore. Il genere Ectypodus venne descritto per la prima volta nel 1921 da William Diller Matthew e Walter Granger, sulla base di resti fossili rinvenuti nella zona di Tiffany, in Colorado, in terreni del Paleocene superiore; la specie tipo è Ectypodus musculus. Altre specie rinveute in terreni del Paleocene nordamericano sono E. aphronorus, E. powelli, E. szalayi ed E. elaphus, quest'ultima rinvenuta in Alberta. La specie E. tardus è stata rinvenuta sia nel Paleocene che nell'Eocene inferiore in Nordamerica e in Inghilterra, mentre E. childei è esclusiva dell'Eocene inferiore inglese. E. riansensis proviene da terreni dell'Eocene inferiore della Francia, mentre E. arctos è noto per fossili rinvenuti nelle regioni artiche dell'isola di Ellesmere, in Canada, sempre dall'Eocene inferiore. La specie più recente sembra essere E. lovei, dell'Eocene superiore nordamericano.